# Jörg Hänny
Jörg Hänny (* 15. Mai 1914 in Lenzburg; † 17. November 1995 ebenda) war ein Schweizer Jurist, Politiker und gesellschaftlich engagierter Bürger. Er wirkte als Stadtschreiber von Lenzburg, war Mitglied des Grossen Rats des Kantons Aargau und engagierte sich über viele Jahre hinweg in verschiedenen kirchlichen, sozialen und kulturellen Gremien.

## Leben
Jörg Hänny wurde 1914 als jüngstes von vier Kindern des Stadtpfarrers Hans Hänny, der im Biographischen Lexikon des Aargaus genannt wird, und der Lehrerin Clara Hönger in Lenzburg geboren. Er besuchte von 1930 bis 1934 die Kantonsschule in Aarau und begann anschliessend ein Studium der Rechtswissenschaften an der Universität Bern. Dort studierte er unter anderem mit Markus Roth, der später eine bedeutende Rolle in der Kulturpolitik des Kantons Aargau spielte. Seine Dissertation schrieb er zum Thema „Die Schutzaufsicht im aargauischen Strafrecht“, die er nach Unterbrechungen durch den Zweiten Weltkrieg 1941 abschloss.
Jörg Hänny heiratete 1944 die Lehrerin Berti Laube und war ab 1959 bis zu seinem Tod in seiner Heimatstadt Lenzburg ansässig.

## Politisches und gesellschaftliches Wirken
Jörg Hänny trat bereits 1935 der Freisinnig-Demokratischen Partei (FDP) bei und nahm 1942 eine Stelle als kantonaler Armensekretär an. In dieser Funktion betreute er unter anderem Auslandschweizer während des Krieges. 1944 wechselte er zur Staatskanzlei des Kantons Aargau, wo er als kantonaler Registrator tätig war. Danach war er einerseits Sekretär der Staatskanzlei und andererseits des Grossen Rats und Staatsschreiber-Stellvertreter. Ab dem 1. November 1958 wurde er zum Stadtschreiber von Lenzburg gewählt, ein Amt, das er bis zu seiner Pensionierung im Mai 1979 innehatte. Am 5. März 1961 wurde er für eine Legislatur im Grossen Rat des Kantons Aargaus einberufen.
1953 war Jörg Hänny Mitglied des Organisationskomitees zur 150-Jahr-Feier des Kantons Aargau. Er war massgeblich an der Erstellung der Festschrift «150 Jahre Aargau im Lichte der Zahlen» beteiligt und arbeitete eng mit Nold Halder und Markus Roth zusammen. Markus Roth war unter anderem auch sein Vorgänger für das Präsidentenamt des Stiftungsrates des Schlosses Lenzburg von 1962 bis 1971.
Neben seinen politischen Ämtern engagierte sich Jörg Hänny in der Reformierten Kirche. 1949 wurde er in die reformierte Kirchenpflege Aarau gewählt, deren Präsident er im letzten Jahr seiner Amtszeit war. Von 1949 bis 1958 war er zudem Vizepräsident der reformierten Synode und ab 1958 deren Präsident. In dieser Zeit setzte er sich insbesondere für die Gründung eines Reformierten Kinderheims in Brugg ein, das heute (2024) das Kinderheim Brugg ist.
Auch im sozialen Bereich war Jörg Hänny aktiv. Neben seiner Tätigkeit im Stiftungsrat des Reformierten Kinderheimes Brugg war er 30 Jahre lang Mitglied des Stiftungsrats des Altersheims Alice Hünerwadel in Lenzburg, auch als Präsident. Zudem war er im Stiftungsrat des Meyerschen Erziehungsheims in Effingen und setzte sich für die Jugendfürsorge in Aarau ein.